# Patrik Eliáš
Patrik Eliáš (ur. 13 kwietnia 1976 w Třebíču) – czeski hokeista, reprezentant Czech, czterokrotny olimpijczyk.

## Kariera
- HC Kladno (1992-1995)
- Albany River Rats (1995-1997)
- New Jersey Devils (1996-2004)
  -  HC Pardubice (2000)
  -  SK Horácká Slavia Třebíč (2000)
- Znojemští Orli (2004-2005)
- Mietałłurg Magnitogorsk (2005)
- New Jersey Devils (2005-2016)

Wychowanek klubu SK Horácká Slavia Třebíč. W drafcie NHL z 1994 został wybrany przez New Jersey Devils. Zawodnik tego klubu od 1996. W lipcu 2013 przedłużył kontrakt o trzy lata. Pod koniec marca 2016 klub poinformował o zakończeniu kariery zawodniczej oraz o ceremonii zastrzeżenia jego numeru 26 dla zawodników zespołu, którą zaplanowano na początek sezonu NHL (2017/2018).
Uczestniczył w turniejach mistrzostw świata w 1998, 2008, 2009, 2011, Pucharu Świata 2004 oraz zimowych igrzysk olimpijskich 2002, 2006, 2010, 2014.

## Sukcesy
Reprezentacyjne
- Brązowy medal mistrzostw Europy juniorów do lat 18: 1994
- Brązowy medal mistrzostw świata: 1998
- Brązowy medal igrzysk olimpijskich: 2006

Klubowe
- Mistrzostwo dywizji AHL: 1996, 1997
- Mistrzostwo w sezonie zasadniczym AHL: 1996
- Mistrzostwo konferencji NHL: 2000, 2001, 2003, 2012
- Mistrzostwo dywizji NHL: 1997, 1998, 1999, 2001, 2003, 2006, 2007, 2009, 2010
- Puchar Stanleya: 2000, 2003

Indywidualne
- Mistrzostwa Europy juniorów do lat 18 w hokeju na lodzie 1994:
  - Skład gwiazd turnieju[3]
- NHL (1998/1999):
  - NHL All-Rookie Team
- NHL (1999/2000):
  - NHL All-Star Game
  - Pierwsze miejsce w klasyfikacji asystentów w fazie play-off: 13 asyst
- NHL (2000/2001):
  - NHL Plus/Minus Award - pierwsze miejsce w klasyfikacji +/- w sezonie zasadniczym: +45
  - Pierwszy skład gwiazd
- NHL (2001/2002):
  - NHL All-Star Game
- Mistrzostwa Świata w Hokeju na Lodzie 2008/Elita:
  - Jeden z trzech najlepszych zawodników reprezentacji
- NHL (2010/2012):
  - NHL All-Star Game

Wyróżnienie
- Złoty Kij: 2009[4], 2012